# Pungor Ernő
Pungor Ernő (Vasszécseny, 1923. október 30. – Budapest, 2007. június 13.) magyar vegyész, egyetemi tanár, az MTA rendes tagja, professor emeritus, az Országos Műszaki Fejlesztési Bizottság (OMFB) elnöke, miniszter (1990–94), a Britannica Hungarica Világenciklopédia szerkesztőbizottságának társelnöke. Pártonkívüli volt.

## Életpályája
Szombathelyen a Nagy Lajos Gimnáziumba járt. Vegyészmérnöki diplomát szerzett. Egyetemi tanári kinevezést kapott. A Magyar Tudományos Akadémia tagjává választották. A rendszerváltás után 1990 és 1994 között az Országos Műszaki Fejlesztési Bizottságot vezető tárca nélküli miniszterként tagja volt az Antall-kormánynak (1990. december 21. és 1993. december 12. között), majd a Boross-kormánynak is (1993. december 13. és 1994. július 14. között). Ezt követően a Bay Zoltán Alkalmazott Kutatási Alapítvány intézethálózatának tudományszervezője volt: 1994-2001-ig főigazgatója és 2002-tól haláláig pedig főtanácsadója a 6 intézetnek (BAY-ATI, BAY-IKTI Bp.-en, BAY-BIO, BAY-GEN Szegeden, BAY-LOGI, BAY-NANO Miskolcon) Az intézet együttes azóta is működik, jelenleg Bay Zoltán Alkalmazott Kutatási Közhasznú Nonprofit Kft. név alatt.

## Emlékezete
Vasszécsenyben művelődési házat neveztek el róla.

## Akadémiai tagsága
- levelező tag (1967)
- rendes tag (1976)

## Díjai, elismerései
- A Magyar Népköztársaság Állami Díja (1973)
- Pro Natura emlékérem (1986)
- Akadémiai Aranyérem (1988)
- Gábor Dénes-díj (1995)
- A Magyar Köztársasági Érdemrend középkeresztje a csillaggal (1998)
- Magyar Örökség díj (1999)
- A Magyar Köztársasági Érdemrend nagykeresztje (2003)
- Francia Becsületrend

## Írásai
- Győrffy, a megáldott kutató. In: Magyar Mezőgazdaság, 2006. 4. szám
- A lángfotometria elméleti alapjai, Budapest, 1962.
- Flame photometry theory, Budapest, 1967.
- Oszcillometria és konduktometria. Budapest, 1963.
- Számos írását Tóth Klárával közösen írta. (pl. Ion-Selective Membrane Electrodes. A Rewiev. 1970)